# Горваль (Речицкий район)
Горваль (бел. Горваль) — деревня в Глыбовском сельсовете Речицкого района Гомельской области Беларуси.
Около деревни расположено месторождение железняка.

## География

### Расположение
В 30 км на северо-запад от районного центра и железнодорожной станции Речица (на линии Гомель — Калинковичи), 81 км от Гомеля.

### Гидрография
На восточной окраине и западе река Березина (приток реки Днепр), на севере её пойма.

## Транспортная сеть
Транспортные связи по просёлочной, затем автомобильной дороге Светлогорск — Речица. Планировка состоит из прямолинейной улицы с 3 переулками, ориентированной с юго-востока на северо-запад (вдоль реки) и застроенной деревянными усадьбами.

## История
Обнаруженные археологами городища милоградской и зарубинецкой культур и эпохи Киевской Руси (в 1,5 км на юг от деревни), курганный могильник (30 насыпей, в 0,3 км на восток от деревни) и стоянка эпохи неолита (в центре деревни) свидетельствуют о заселении этих мест с давних времён.

### Великое княжество Литовское
По письменным источникам известна с XV века как селение литовских князей. С 1413 года в составе Минского воеводства Великого княжетва Литовского, во владении виленского воеводы В. Монивида и его потомков, потом собственность казны. В 1503 году в соглашения между Московским княжеством и ВКЛ названа местечком. Под 1510 год обозначена как центр Горвальской волости на тракте Бобруйск — Чернигов. В 1528 году передана в пользование державцу горвальскому Б. Г. Шелухе, потом королеве Боне. В 1535 году разрушена и сожжена во время Стародубской войны. В XVI—XVIII веках на восточной окраине, на правом берегу реки, размещался замок. С 1543 года во владении Сангушков. Упоминается в документах о составе и границах новых уездов ВКЛ, созданных согласно реформ 1565-68 годов.
Обозначена на карте ВКЛ 1613 года. В 1648 году казаки украинского гетмана И. Золотаренко разбили около местечка крупный отряд стражника Мирского, штурмом овладели замком и сожгли его. Позже во владении Виленской капитулы, в 1698 году упоминается замок, который после восстановления просуществовал до Северной войны 1700-21 годов и был окончательно уничтожен. В 1731 году в поместье Горваль 294 дыма. В 1736-61 годах происходили антифеодальные выступления крестьян. Издавна тут действовали переправа и пристань на Березине, проходили ярмарки.

### Российская империя
После 2-го раздела Речи Посполитой (1793 год) в составе Российской империи. Конфискованный в числе поместий католической церкви, с 1835 года принадлежал Холодовским. Действовали деревянная Свято-Троицкая церковь (в ней хранились метрические книги с 1792 года), в 1851 году капитально отремонтирована на средства владелицы местечка Холодовской. В 1864 году открыто народное училище. В 1882 году поместье приобрёл граф, генерал-лейтенант Г. Ф. Менгден, а через 6 лет граф Зубов. В 1885 году в Горвальскую волость входили 15 селений с 471 двором. Работала почтовая контора. Согласно переписи 1897 года действовали церковь, 2 молитвенных дома, народное училище, пристань, хлебозапасный магазин, 21 магазин, торговый ряд, постоялый двор, трактир. На крутом берегу Березины размещалась усадьба, которую от местечка отделяли парк и фруктовый сад. В декабре 1905 года прошли выступления крестьян против помещика. Действовал телеграф. В 1908 году в Речицком уезде Минской губернии. В результате пожара В 1909 году сгорела лесопилка.

### Советский период
Летом 1918 года во время германской оккупации жители создали партизанский отряд (150 человек, руководитель Дубовик), который вместе с речицкими партизанами разгромили гарнизон оккупантов и захватили много оружия. В мае 1920 года местечко захватили польские войска, но в скором времени они вынуждены были отступить.
С 26 апреля 1919 года до 9 мая 1923 года центр волости волости Речицкого уезда Минской губернии с 26 апреля 1919 года в Гомельской губернии РСФСР. С 9 мая 1923 года в Речицкой волости, 8 декабря 1926 года присоединена к БССР. С 8 декабря 1926 года до 4 августа 1927 года центр Горвальского района, в состав которого входили 20 сельсоветов c 56 селениями. С 8 декабря 1926 года до 2 апреля 1959 года центр Горвальского сельсовета, с 4 августа 1927 года Речицкого районов Речицкого, с 9 июня 1927 года Гомельского (до 26 июля 1930 года) округов, с 20 февраля 1938 года Гомельской области.
Действовали начальная школа и школа-семилетка, изба-читальня, больница, отделение потребительской кооперации, сельскохозяйственное кредитное товарищество, паровая мельница. В 1929 году организован колхоз «Красный Октябрь», работали шпалорезный завод, портняжная и сапожная мастерские, нефтяная мельница, кузница.
Во время Великой Отечественной войны в августе 1941 года немецкие войска сконцентрировали около местечка большие силы, прорвали оборону советских войск и создали сложную ситуацию, в том числе и для Гомеля. Тяжелые оборонительные бои вели здесь бойцы Житковичского пограничного отряда, чтобы дать возможность 3-й армии выйти из окружения. Оккупанты создали в местечке свой гарнизон, который был разгромлен партизанами 18 октября 1942 года. 12 июня 1943 года каратели убили 69 жителей (похоронены в могиле жертв фашизма, на восточной окраине), а всего за время оккупации они убили 102 жителей. В июле 1943 года оккупанты сожгли 93 двора. В 1943 году партизаны захватили переправу через Березину и удерживали её до подхода частей Красной Армии. В боях около деревни погибли 105 советских солдат (похоронены в 2 братских могилах — в 2 км на юг от деревни и в 26 квартале Горвальского лесничества). 106 жителей погибли на фронте.
В числе погибших советских солдат, 23.11.1943 был убит и похоронен в деревне Горваль, красноармеец 170 стрелковой дивизии Пискус Иван Максимович (Дата и место призыва: Добрушский РВК, Белорусская ССР, Гомельская обл., Добрушский р-н).
Пискус Иван Максимович родился в 1925 году, в Орловской обл., Климовского р-на, с. Н.-Робек. Призывался на службу Добрушским РВК, Белорусской ССР, Гомельской области. Служил красноармейцем 170 стрелковой дивизии, прошёл боевой путь от Новгородской области, до Ростова-на-Дону. Был убит 23.11.1943 и захоронен в Гомельской обл., Речицком р-не, д. Горваль.
Согласно переписи 1959 года в составе совхоза «Подлесье» (центр — деревня Милоград). Располагались библиотека, фельдшерско-акушерский пункт, отделение связи, клуб.

## Население

### Численность
- 2004 год — 101 хозяйство, 161 житель.

### Динамика
- 1731 год — 294 дома.
- 1866 год — 126 дворов.
- 1897 год — 1589 жителей (согласно переписи).
- 1908 год — 1673 жителя.
- 1940 год — 360 дворов, 1563 жителя.
- 1959 год — 759 жителей (согласно переписи).
- 2004 год — 101 хозяйство, 161 житель.

## Инфраструктура
Детский оздоровительный лагерь имени Марата Казея РУП «Производственное объединение «Белоруснефть» (Гомельская область, Речицкий район, остановочный пункт Горваль).

## Культура
- Деревня включена в состав маршрута памяти «По дорогам Великой Отечественной войны на территории Глыбовского сельсовета» (2024). Перед въездом в агрогородок Глыбов размещен стенд с маршрутом и обозначениями, где и в каких населённых пунктах имеются памятник, обелиск, братская могила или воинское захоронение.

## Туризм
С целью развития туристического потенциала региона в деревне Горваль запущен новый проект — семейное поместье «Горваль».

## Достопримечательность
- Братская могила
- Захоронение
- Памятники

### Памятник, скульптура
- Бюст Марату Казею. Установлен на территории детского оздоровительного лагеря.

## Известные уроженцы
- А. Я. Ворончук — Герой Советского Союза.
- А. Ф. Дюбко — Герой Советского Союза.